# Ouro Verde, São Paulo
Ouro Verde là một đô thị ở bang São Paulo của Brasil. 

## Địa lý
Đô thị này nằm ở vĩ độ 21º29'22" độ vĩ nam và kinh độ 51º42'01" độ vĩ tây, trên khu vực có độ cao 350 m. Dân số năm 2004 ước tính là 7.176 người.
Đô thị này có diện tích 266 km².

### Thông tin nhân khẩu
Dữ liệu dân số theo điều tra dân số năm 2000
Tổng dân số: 7.148
- Dân số thành thị: 6.345
- Dân số nông thôn: 803
- Nam giới: 3.586
- Nữ giới: 3.565

Mật độ dân số (người/km²): 26,82
Tỷ lệ tử vong trẻ sơ sinh dưới 1 tuổi (trên một triệu người): 17,89
Tuổi thọ bình quân (tuổi): 70,18
Tỷ lệ sinh (số trẻ trên mỗi bà mẹ): 2,52
Tỷ lệ biết đọc biết viết: 80,88%
Chỉ số phát triển con người (HDI-M): 0,723
- Chỉ số phát triển con người - Thu nhập: 0,616
- Chỉ số phát triển con người - Tuổi thọ: 0,753
- Chỉ số phát triển con người - Giáo dục: 0,801

(Nguồn: IPEADATA)

### Sông ngòi
- Sông Paraná
- Sông do Peixe

### Các xa lộ
- SP-563